# Campyloneurus melas
Campyloneurus melas är en stekelart som först beskrevs av Gyöö Viktor Szépligeti 1901.  Campyloneurus melas ingår i släktet Campyloneurus och familjen bracksteklar. Inga underarter finns listade.